# Jesaias Friedrich Weissenborn

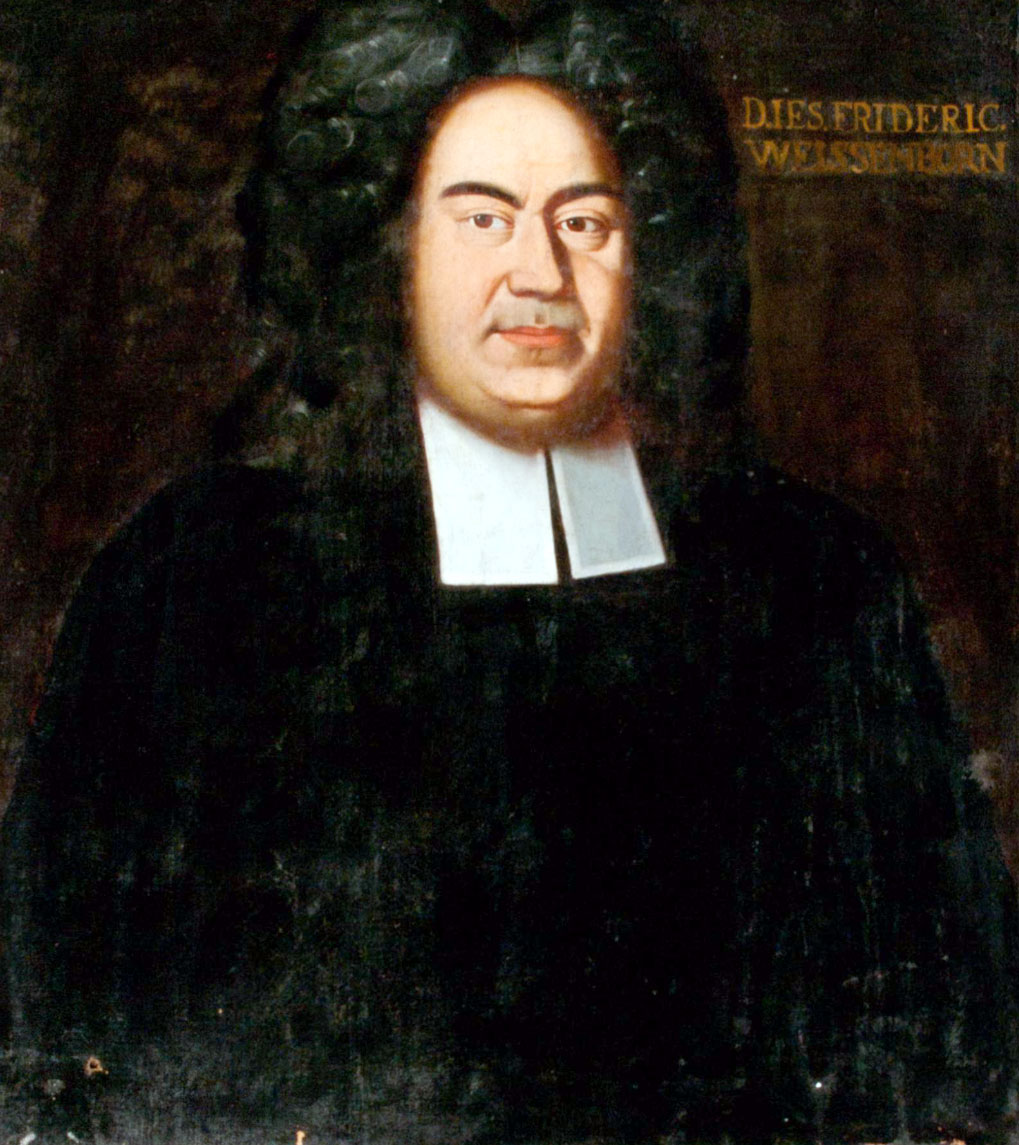
Jesaias Friedrich Weissenborn

Jesaias Friedrich Weissenborn (* 15. November 1673 in Schmalkalden; † 3. Juli 1750 in Jena) war ein deutscher lutherischer Theologe. 

## Leben
Jesaias Friedrich war der Sohn des damaligen Lehrers und späteren Superintendenten, sowie Professors der Theologie an der Universität Jena Johann Weissenborn (* 21. November 1644 in Sieglitz; † 20. April 1700 in Jena) und dessen Frau Maria Sabina Horn (get. 16. November 1654 in Oberroßla; † 23. Oktober 1723 in Jena). Er besuchte die Schule in Schmalkalden und das Gymnasium Andreanum in Hildesheim. 1691 begann er ein Studium an der Universität Erfurt, wo er sich 1694 den akademischen Grad eines Magisters der Philosophie erwarb. 1697 wechselte er an die Universität Jena, wo er 1698 als Adjunkt an die philosophische Fakultät aufgenommen wurde. 1699 erwarb er sich das Lizentiat der Theologie und promovierte zum Doktor der Fachrichtung. 
1700 wurde er Pfarrer der Sankt Michaeliskirche in Jena und Konsistorialassessor. 1710 ernannte man ihn zum Kirchenrat von Sachsen-Eisenach, er erhielt 1713 eine außerordentliche Professur an der Jenaer Salana und wurde 1722 Superintendent in Jena. 1724 übernahm er eine ordentliche Professur der Theologie, in welcher er bis 1729 in die erste Stelle der theologischen Fakultät aufrückte. Da er zunehmend gesundheitlich eingeschränkt war, emeritierte man den Senior der der theologischen Fakultät am 18. Februar 1742, unter Beibehaltung seiner Bezüge. Zudem beteiligte er sich an den organisatorischen Aufgaben der Jenaer Hochschule und war in den Wintersemestern 1726, 1730 Rektor der Alma Mater.

## Familie
Weissenborn hatte sich am 13. September 1701 in Erfurt mit Dorothea Maria Juch (get. 19. Oktober 1683 in Erfurt; † 6. April 1732 in Jena), die Tochter des Paul Heinrich Juch und dessen Frau Barbara Heitmann, verheiratet. Aus der Ehe stammen mehrere Kinder. Von den Kindern kennt man: 
- Beate Weissenborn (-1761) verheiratete sich mit Gottlieb Ludwig Schmid (1721–1796)
- Wilhelmine Weissenborn (* 1719; † Jena 1724)
- Friederike Dorothea Weissenborn (* 3. April 1704 in Jena; † 14. Juli 1743 ebd.) verh. mit Prof. Dr. med. Uni. Jena Emanuel Christian Löber (* 14. Januar 1696 in Orlamünde; † 2. Juni 1763 in Jena)
- Friedrich Adam Weisenborn († 23. Mai 1748 in Jena als Kandidat der Medizin) Wintersemester 1726 Uni. Jena
- Christian Ernst Weissenborn Wintersemester 1726 in Jena immatrikuliert
- Carolina Sophia Weissenborn († 12. März 1741 in Jena) verh. 11. Juni 1737 mit dem Juristen Johann Caspar Heimburg (* 14. September 1702 in Gotha; † 18. November 1773 in Jena)
- Christiana Louise Magdalena Weissenborn verh. 3. Juni 1748 mit dem Juristen Johann Caspar Heimburg

## Werke (Auswahl)
- Diss. de Ένὃαιμονίϲι. Erfurt 1694
- Diss. de Sabbathi obligatione naturali, in pudorem multorum Christianorum ostensa. Erfurt 1695
- Museum Philosophiae universe spectatae, emicleate exhibens eiusdem naturam, caussas, divisionem, instrumenta, methodum, cultum, item fata, sectas et recentiorum iudicia. Erfurt 1696
- Transsubstantiatio absurda e genuinis rationis principiis, in pudorem suorum adsertorum, ostensa. Jena 1697
- Paradoxorum logicorum Decas I. II. III. Jena 1698, Decas IV. Jena 1699
- Diss. (Praes. Fridemanno Bechmann) de gratia fideli certissima, sive an homo etiam in hac vita de gratia Dei et futura sua salute aeterna per fidem certus esse queat ? Jena 1699
- Diss. qua infamia Babelis ab Ecclesia Evangelico - Lutherana depellitur. Jena 1715
- Diss. de caritate, pro infallibili verae Ecclesiae nota non habenda. Jena 1715, (Online)
- Diss. de iactantia Romanae Ecclesiae in praecipuo specimine, scilicet de discessione Principum Protestantium ad Ecclesiam Romanam, perspecta. Jena 1717
- Diss. Jesus Pontificiorum cum Jesu Lutheranorum collatus; seu doctrina Ecclesiae Romanae de Jesu, ad Scripturae sacrae normam examinata. Jena 1717
- Diss. Detrimentum fidei ac pietatis e dogmate Reformatorum de absoluto decreto enatum. Jena 1725
- Diss. Character verae religionis in doctrina de fide in Christum iustificante. Jena 1725, (Online)
- Progr. de Christo tradito ac resuscitato, ad Roman. IV, 25. Jena 1726
- Progr. de redemtione, agni Dei sanguine facta, ad I. Petr. I. 18-32. Jena 1727
- Leichenpredigt auf den Prof. Johann Andreas Danz. In: dessen Exsequien. (ebend. 1728- fol.) Nr. I.
- Progr. de Christo per gloriam Patris resuscitato, ad Roman. XVII. 4. Jena 1728
- Progr. de Paullo, animadversore Petri. Jena 1728
- Diss. de fermento Pharisaeorum, occasione Matth. XVI, 6. Jena 1728
- Progr. de adclamatione Christi victoriae plena, ad Apoc. I, 17. 18. Jena 1729
- Diss. de gratia Spiritus sancti adplicatrice. Jena 1729
- Huldigungspredigt bey der Huldigung Wilhelm Heinrich's, Herzogs zu Eisenach. Jena 1729
- Diss. de SS. Trinitatis mysterio. Auct. et Resp. Jacob Carpov. Jena 1730
- Programmata paschalia. Jena 1730, 1731, 1732
- Diss. de Theologia morali, morali Philosophia multo praestantior. Jena 1731
- Diss. de libro vitae triplici. Jena 1732
- Progr. Geminus mortis ac refurrectionis Christi scopus e divino PaulIi effato 2 Corinth. V, 15, ad salutarem festi Paschatis celebrationem propositus. Jena 1733
- Progr. de potente in scripturis doctore. Jena 1733
- Progr. de Christo, primitiis suscitandorum, ex I Corinth XV, 20. Jena 1734
- Progr. de negatione resurrectionis Christi detestanda, ad I Corinth. XV, 17. 18. Jena 1735
- Progr. exhibens in Christo crucifixo scientiam maxime sitam. Jena 1735
- Programmata paschalia. Jena 1736, 1737, 1738, 1739
- Diss. de providentia Dei circa progressus scientiae sanctioris. Jena 1738
- Progr. exhibens spem regenitorum vivam per refurrectionem Jesu, ad I Petr. I, 3. Jena 1740
- Diss. de divinitate Spiritus Sancti, contra Pneumatomachos. Auct. et Resp. J. Chph. Pfeifer. Jena 1740
- Progr. explicans Testimonium de trinitate unius Dei, ex Symbolo apostolico. Jena 1740 (Online)